# Saison 1978 de la NFL
Navigation
Édition précédente Édition suivante
La saison 1978 de la NFL est la 59e saison de la National Football League. Elle voit le sacre des Pittsburgh Steelers à l'occasion du Super Bowl XIII.

## Classement général
| Qualifié en play-offs |

| AFC Est              |      |      |      |        |          |            |
| Franchise            | Vic. | Déf. | Nuls | % vic. | Pts pour | Pts contre |
| New England Patriots | 11   | 5    | 0    | .688   | 358      | 286        |
| Miami Dolphins       | 11   | 5    | 0    | .688   | 372      | 254        |
| New York Jets        | 8    | 8    | 0    | .500   | 359      | 364        |
| Buffalo Bills        | 5    | 11   | 0    | .313   | 302      | 354        |
| Baltimore Colts      | 5    | 11   | 0    | .313   | 239      | 421        |
| AFC Central          |      |      |      |        |          |            |
| Franchise            | Vic. | Déf. | Nuls | % vic. | Pts pour | Pts contre |
| Pittsburgh Steelers  | 14   | 2    | 0    | .875   | 356      | 195        |
| Houston Oilers       | 10   | 6    | 0    | .625   | 283      | 298        |
| Cleveland Browns     | 8    | 8    | 0    | .500   | 334      | 356        |
| Cincinnati Bengals   | 4    | 12   | 0    | .250   | 252      | 284        |
| AFC Ouest            |      |      |      |        |          |            |
| Franchise            | Vic. | Déf. | Nuls | % vic. | Pts pour | Pts contre |
| Denver Broncos       | 10   | 6    | 0    | .625   | 282      | 198        |
| Oakland Raiders      | 9    | 7    | 0    | .563   | 311      | 283        |
| Seattle Seahawks     | 9    | 7    | 0    | .563   | 345      | 358        |
| San Diego Chargers   | 9    | 7    | 0    | .563   | 355      | 309        |
| Kansas City Chiefs   | 4    | 12   | 0    | .250   | 243      | 327        |

| NFC Est             |      |      |      |        |          |            |
| Franchise           | Vic. | Déf. | Nuls | % vic. | Pts pour | Pts contre |
| Dallas Cowboys      | 12   | 4    | 0    | .750   | 384      | 208        |
| Philadelphia Eagles | 9    | 7    | 0    | .563   | 270      | 250        |
| Washington Redskins | 8    | 8    | 0    | .500   | 273      | 283        |
| St. Louis Cardinals | 6    | 10   | 0    | .375   | 248      | 296        |
| New York Giants     | 6    | 10   | 0    | .375   | 264      | 298        |
| NFC Central         |      |      |      |        |          |            |
| Franchise           | Vic. | Déf. | Nuls | % vic. | Pts pour | Pts contre |
| Minnesota Vikings   | 8    | 7    | 1    | .531   | 294      | 306        |
| Green Bay Packers   | 8    | 7    | 1    | .531   | 249      | 269        |
| Detroit Lions       | 7    | 9    | 0    | .438   | 290      | 300        |
| Chicago Bears       | 7    | 9    | 0    | .438   | 253      | 274        |
| Tampa Bay Buccs     | 5    | 11   | 0    | .313   | 241      | 259        |
| NFC Ouest           |      |      |      |        |          |            |
| Franchise           | Vic. | Déf. | Nuls | % vic. | Pts pour | Pts contre |
| Los Angeles Rams    | 12   | 4    | 0    | .750   | 316      | 245        |
| Atlanta Falcons     | 9    | 7    | 0    | .563   | 240      | 290        |
| New Orleans Saints  | 7    | 9    | 0    | .438   | 281      | 298        |
| San Francisco 49ers | 2    | 14   | 0    | .125   | 219      | 350        |

- New England termine devant Miami en AFC Est en raison des résultats enregistrés en division (6-2 contre 5-3).
- Buffalo termine devant Baltimore en AFC Est en raison des résultats enregistrés en confrontation directe (2-0).
- Oakland, Seattle, et San Diego terminent respectivement 2e, 3e, et 4e, en AFC Ouest en raison des résultats enregistrés face aux adversaires communs (6-2 contre 5-3 et 4-4).
- Minnesota termine en tête en NFC Central Green Bay en raison des résultats enregistrés en confrontation directe (1-0-1).
- Detroit termine devant Chicago en NFC Central en raison des résultats enregistrés en division (4-4 contre 3-5).
- Atlanta gagne la NFC Wild Card sur Philadelphie en raison des résultats enregistrés en conférence (8-4 contre 6-6).
- St. Louis termine devant les NY Giants en NFC Est en raison des résultats enregistrés en division (3-5 contre 2-6).

## Play-offs
Les équipes évoluant à domicile sont nommées en premier. Les vainqueurs sont en gras

### AFC
- Wild Card : 
  - 24 décembre 1978 : Miami 9-17 Houston
- Premier tour : 
  - 30 décembre 1978 : Pittsburgh 33-10 Denver
  - 31 décembre 1978 : New England 14-31 Houston
- Finale AFC : 
  - 7 janvier 1979 : Pittsburgh 34-5 Houston

### NFC
- Wild Card : 
  - 24 décembre 1978 : Atlanta 14-13 Philadelphie
- Premier tour : 
  - 30 décembre 1978 : Dallas 27-20 Atlanta
  - 31 décembre 1978 : Los Angeles 34-10 Minnesota
- Finale NFC : 
  - 1er janvier 1979 : Los Angeles 0-28 Dallas

### Super Bowl XIII
- 21 janvier 1979 : Pittsburgh (AFC) 35-31 Dallas (NFC), à l'Orange Bowl Stadium de Miami